# Norges U/20-fodboldlandshold
Norges U/20-fodboldlandshold er Norges landshold for fodboldspillere, som er under 20 år. Landsholdet bliver administreret af Norges Fotballforbund.